# 因胡爾卡

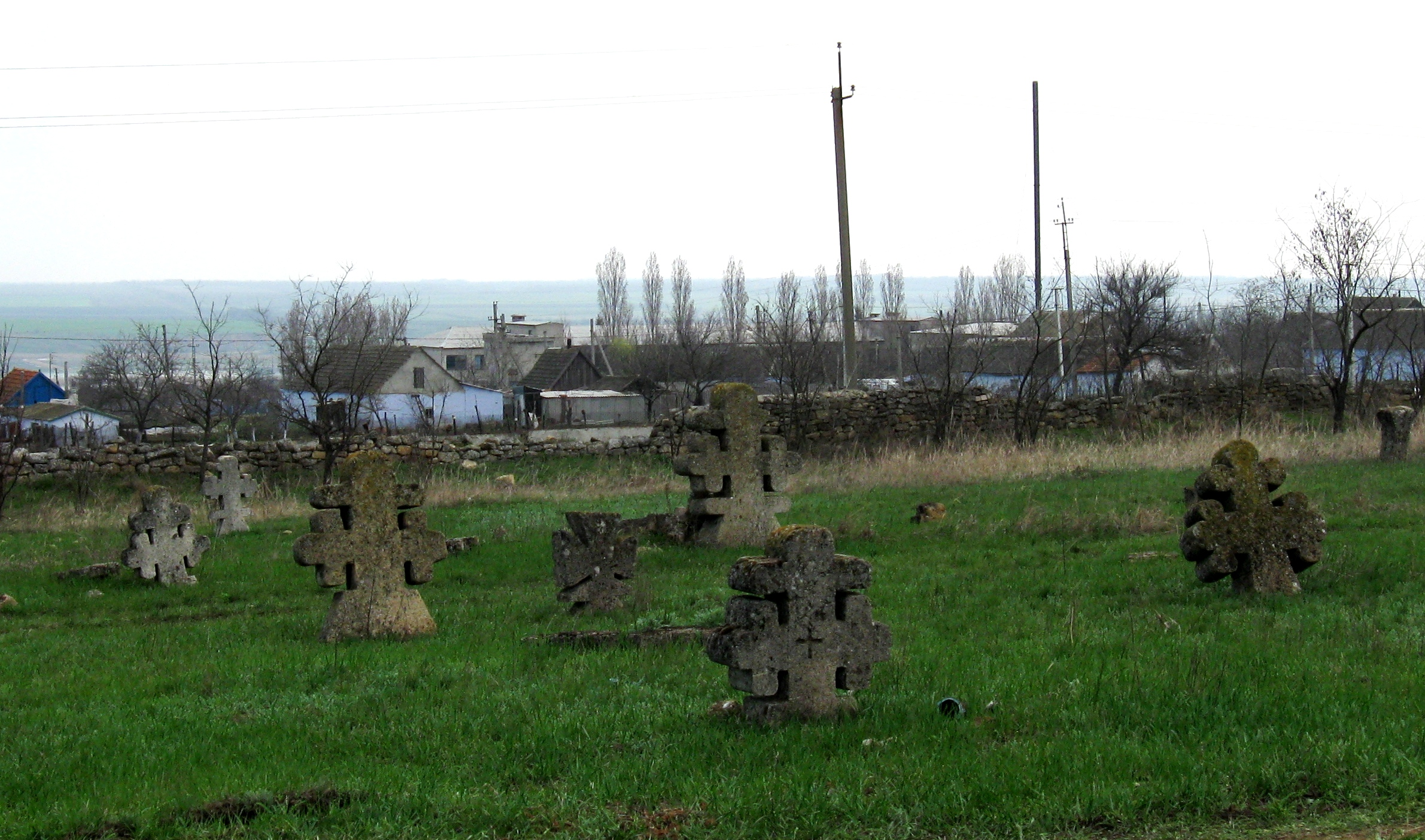
哥萨克墓地

因胡爾卡（烏克蘭語：Інгулка），是烏克蘭南部尼古拉耶夫州巴什坦卡區因胡尔卡市镇内的村落及其行政中心。始建於1802年，面積2平方公里，海拔高度61米，2001年人口2,025，人口密度每平方公里1,012.5人。